# 押買
押買（おしかい/おしがい）とは、なんらかの品を強引に法外な安値で持ち去ること。

## 概説
押し買いとは、強引に何らかの品を法外な安値で買ったことにして持ち去ってしまう行為のことである。悪徳商法のひとつである。
押し買いの手口には様々なタイプがある。手口としては、執拗に要求することで恐怖感を与えたり、認知症の高齢者を狙ったり、性急な判断を迫って証文なく取引を終えて立ち去るなどの手法がある。手口のひとつには一般家庭などを業者が訪問し、家庭にある様々な品物を言葉巧みに提示させ、極端な安値を告げ、まだ品物の持ち主が納得していないにもかかわらず、勝手に買い取ったことにして、品物を持ち去ってしまう行為がある。あるいは、言葉巧みに「とりあえず買い取り金額の査定をする」などと言って、何らかの品物を持ち去っておきながら、それを持ち主の許可を得ないままに勝手に転売し（あるいは、転売してしまった、ということにして）、極端な安値を告げ、それしか払わない業者もいる。また、暴力や権力を用いるなどして、心理的に圧迫し、安値で売買が成立したことにしろ、と強要する業者もいる。
悪徳な「押し買い」によって奪い去られてしまう可能性のある品物にはたとえば、貴金属、宝飾品、着物、骨董品、自動車、バイクなどがある。→#被害にあう可能性の高い品物
強引に商品を売りつける行為を押売（おしうり）と呼ぶが、強引に「買い取った」形にしてしまうので、「押し買い」と呼ばれている。
歴史を遡れば、律令法の時代からこうした悪徳行為は存在し、当時は強市（きょうし）と呼ばれていた。→#歴史

## 被害にあう可能性の高い品物
「押し買い」の被害にあっていることの多い品目としては、宝飾品や眼鏡、時計、金歯、金貨・古銭、着物が挙げられる。
ほかにも、自動車などについても、業者がおしかけ「まず価格を査定する」と言って車を持ち去ったにもかかわらず、持ち主に断りもなく勝手に転売されてしまう（あるいは本当は転売していないにもかかわらず、安価で転売した、ということにでっちあげられる）などといった被害も多数発生している。

## 被害に遭いやすい人物
押し買いは、強引に品物を買い取る行為であるから、一人暮らしの女性、高齢者、性格がおとなしい人等が被害に遭いやすい。

## 対策
日本や英国、米国では、訪問取引のうち販売のみを規制対象としており、押し買いは規制の対象外となっている。一方、フランスやドイツでは、押し買いを含めた規制が敷かれており、特にドイツにおいては、貴金属等を移動営業してはならないとする規制規定が行政的に定められている。

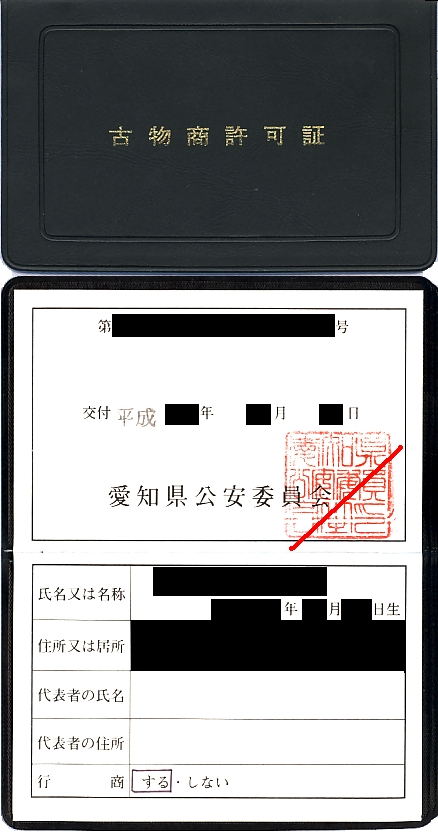
古物商許可証

（2013年2月に改正特定商取引法が施行されるまでは）日本の法律的には、押し買いは特商法の「訪問販売」に該当しないため、クーリングオフの適用は難しい。退去するよう契約前に告げることで、後日消費者契約法第4条第3項により契約を取消すことができるが、取引後は速やかに転売・加工されてしまって取り返せないこともあるため、毅然と断ることや、一人で対応しない、業者の「古物商許可証」あるいは「古物行商従業者証」を確認して合法な業者であることを確認する、買取条件の書面を交わす、怖い思いをしたら警察に連絡・通報する等により、無効な取引自体を可能な限り回避することが呼びかけられた。
国民生活センターに寄せられる相談件数は2010年から2011年の1年間で8倍以上に増加した。この時期に金の価格が高騰したことが背景にあると考えられている。
2011年9月29日、日本の消費者庁はクーリングオフの制度を適用して規制する方針を固めた。
国民生活センターの情報によると、2012年は、金の価格高騰を背景に押し買いのトラブルが急増し、相談件数が4144件になり、2011年の1.7倍になった。にもかかわらず、規制する法律がなかった。
そうした状況を受けて、2012年に特定商取引法に改正が行われ、新たに「押し買い」の規制も盛り込まれた。これにより、契約から8日以内なら解約できるクーリング・オフの制度が、「押し買い」にも適用されるようになる。悪徳業者が転売した場合でも、転売先に品物の返還を請求することもできるようになる。その改正特定商取引法は2013年2月に施行される。

## 歴史
律令法では強市は違法とされ、笞罪50の刑とされた。鎌倉幕府では仁治元年（1240年）以来、たびたび押買の禁令を出している。中世から近世初期にかけて押買・押売は、質取行為と並んで市場における悪習として取締りの対象とされた。戦国大名の分国法などでも禁止行為の代表として挙げられている。『大内氏掟書』によれば、権力や武力を用いて強引に買いあさるために「公方買」「守護買」などとも呼ばれていたことが記されている。他にも『結城家法度』や『安土城下掟書』でも押買禁止が明記されている。